# Samar Airlines
Samar Airlines var ett tadzjikiskt flygbolag som flög både passagerare och gods inom Tadzjikistan och övriga Centralasien. De hade sitt huvudkontor i Khujand.
Flygbolaget grundades 2004 av den ryske vapenhandlaren Viktor But och den syrisk-amerikanske affärspartnern Richard Chichakli i syfte att undgå den uppdaterade versionen av International Emergency Economic Powers Act (Executive Order 13224) och Patriot Act samt andra resolutioner som var bestämda av FN:s säkerhetsråd. Samar användes primärt som en frontorganisation för de två för bland annat penningtvätt, otillåtna inköp av flygplan och transporterande av stora volymer av illegal krigsmateriel. Flygbolaget ägdes och leddes av målvakter men kontrollerades av But och Chichakli. 
2007 var de intresserade av att köpa en Boeing 727-200 och en Boeing 737-200 från en flygplansförsäljare i delstaten Florida i USA. Man hade gjort en första betalning där man hade fört över mer än 1,7 miljoner amerikanska dollar från flera skalbolag och frontorganisationer via Samar Airlines till banker i delstaterna New York och Utah. Syftet var att försvåra för myndigheter att spåra pengarna tillbaka till dem. När amerikanska myndigheter insåg att Chichakli var faktiskt en affärspartner till But så stoppades överföringarna av USA:s finansdepartement. But greps 2008 i Thailand medan Chichakli blev det 2013 i Australien, båda blev utlämnade till USA för att ställas inför det amerikanska rättsväsendet.

## Flotta
- Antonov An-12
- Antonov An-28
- Iljusjin Il-76[6]